# Eldoret
Eldoret – miasto w zachodniej Kenii, przy linii kolejowej z Mombasy do Kampali (Uganda). Liczy 475,7 tys. mieszkańców. Piąte pod względem wielkości miasto kraju. Stolica hrabstwa Uasin Gishu.
Urodziła się tutaj Nancy Langat, kenijska biegaczka średniodystansowa, mistrzyni olimpijska.
Również urodził się w tym mieście Philip Boit, kenijski biegacz narciarski, pierwszy w historii reprezentant Kenii na zimowych igrzyskach olimpijskich.
W mieście rozwinął się przemysł spożywczy.

## Współpraca
- Bad Vilbel, Niemcy
- Minneapolis, Stany Zjednoczone
- Ithaca, Stany Zjednoczone
- Portsmouth, Stany Zjednoczone